# 片想い (柴田淳の曲)
「片想い」（かたおもい）は、柴田淳の4枚目のシングル。

## 解説
2002年10月23日発売。
本曲は、オリコンシングルチャートで20位を記録し、デビュー以来初のオリコンチャートトップ20入りを果たした。同年11月15日には、テレビ朝日系『ミュージックステーション』に初出演を果たした。
『水曜どうでしょう』で知られる、鈴井貴之の著書『銀のエンゼル　出会えない５枚目を探して』に本曲の歌詞が引用されている。
歌手でタレントのmisonoが、2009年10月25日放送のBay FM『脳misoknow!』で本曲を紹介し、「恋人いる人を好きになってしまったみたいな曲にぴったり」「マネージャーもはまってしまいました」と発言している。

## 収録曲
1. 片想い
2. 美しい人